# Europa Środkowa

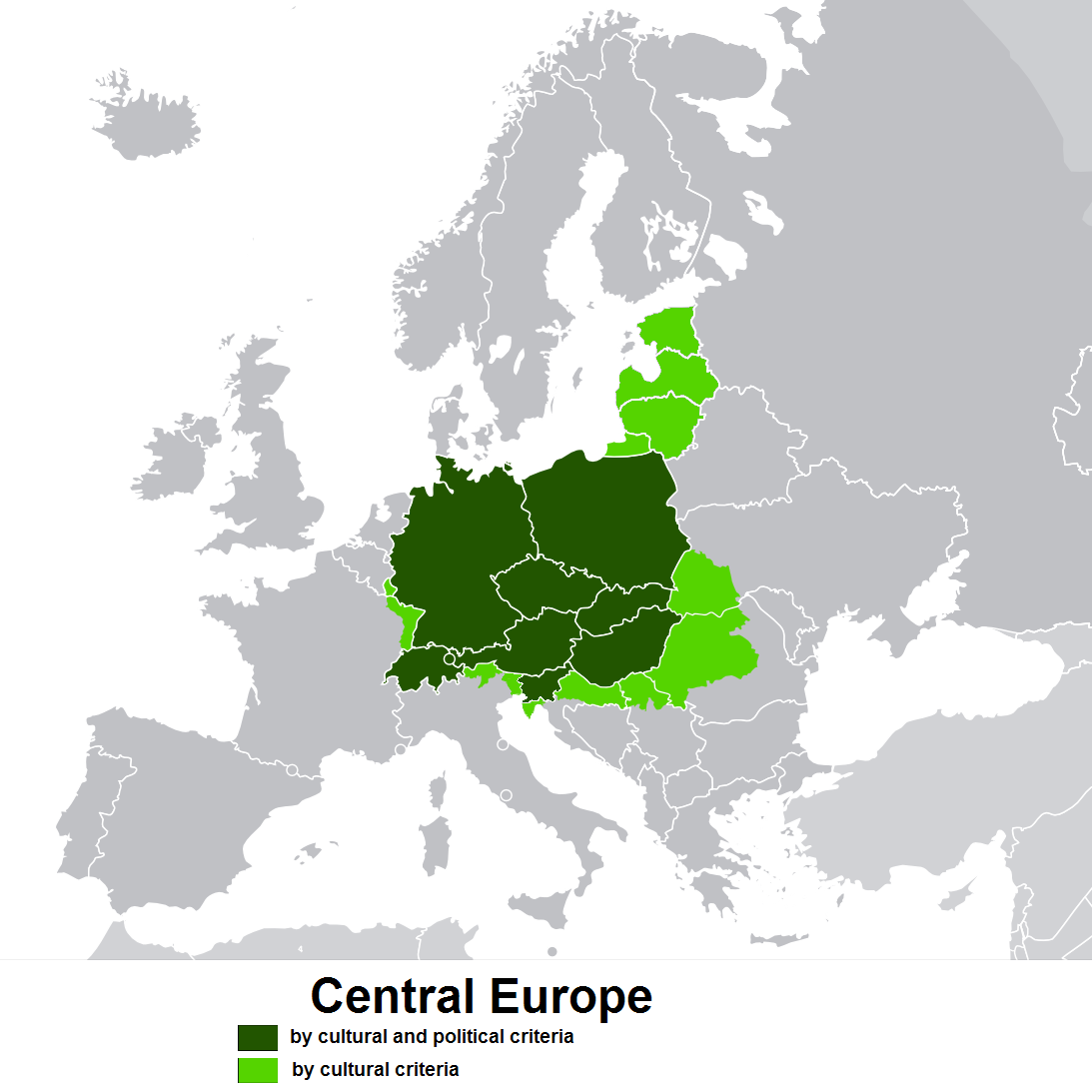
Europa Środkowa według P. Jonesa: Państwa Środkowoeuropejskie zaznaczone kolorem ciemnozielonym; Regiony Środkowoeuropejskie (powiązane kulturowo przez historyczną przynależność do Monarchii Habsburgów, Cesarstwa Niemieckiego lub Rzeczypospolitej Obojga Narodów) kolorem jasnozielonym. Granice pokrywają się z niemieckim imperialnym planem Mitteleuropa.

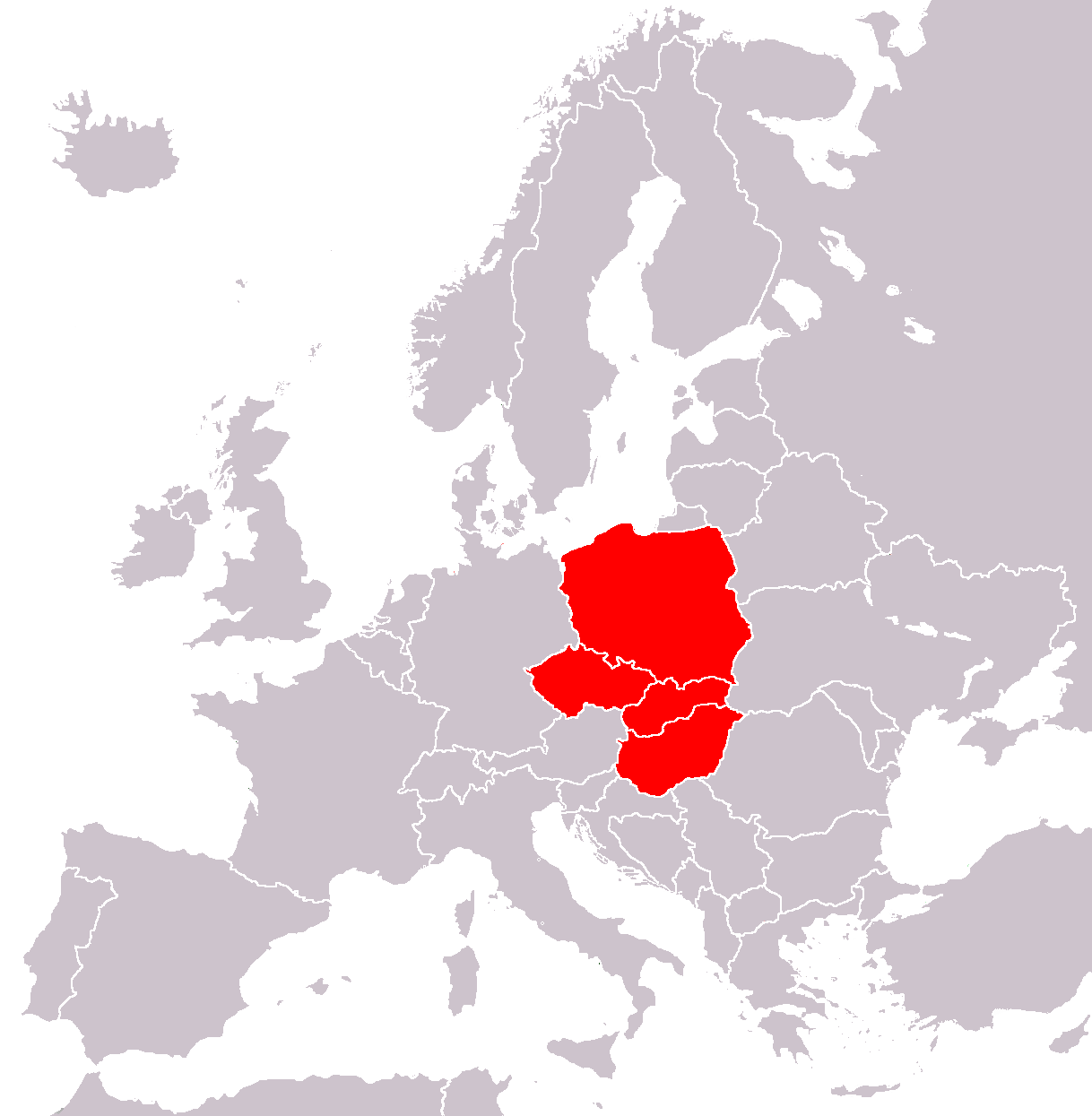
Europa Środkowa według „The Economist” i Ronalda Tiersky’ego odpowiada Grupie Wyszehradzkiej

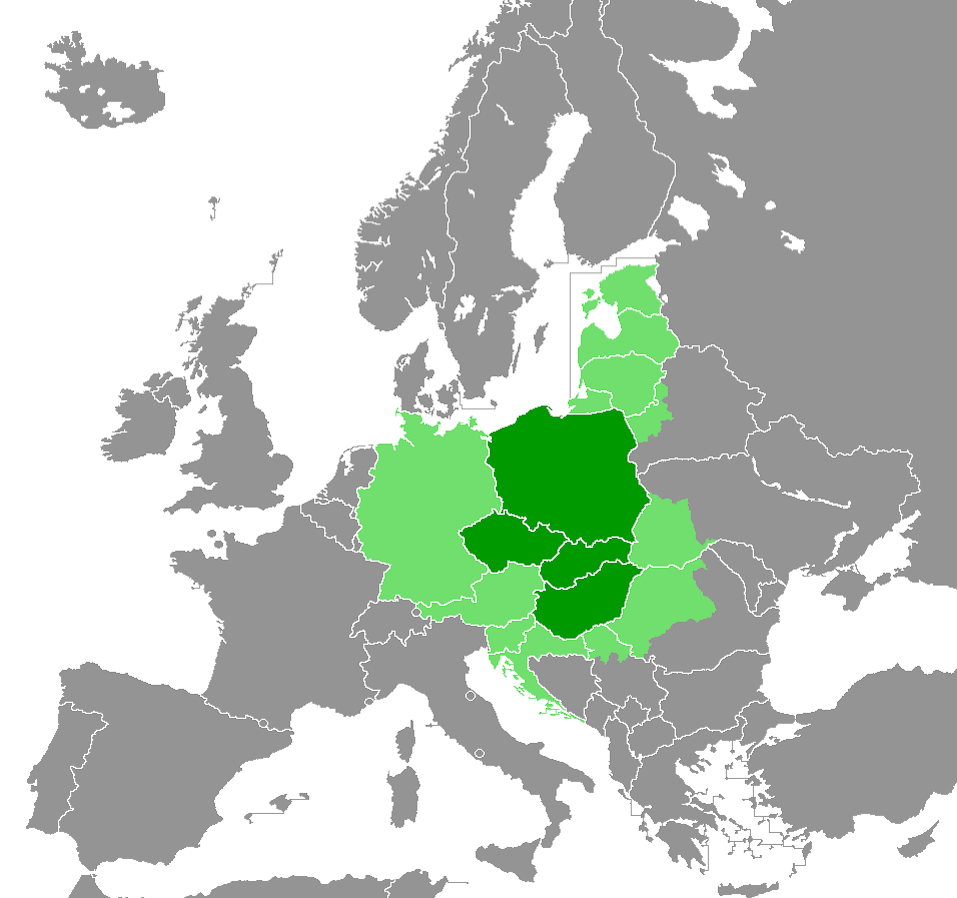
Europa Środkowa według Banku Światowego, OECD oraz prac Lonniego R. Johnsona

Europa Środkowa – region geograficzny położony pomiędzy różnie definiowanymi Europą Zachodnią i Europą Wschodnią. Europa Północna, Południowa i Południowo-Wschodnia również wpływają na zakres tego pojęcia, w zależności od ujęcia ich granic.

## Definicja
Część publikacji naukowych traktuje Europę Środkową jako synonim Grupy Wyszehradzkiej. Według Ronalda Tiersky’ego i The Economist Europa Środkowa w najbardziej ścisłym znaczeniu to właśnie kraje konstytuujące tę grupę:
- Czechy
- Polska
- Słowacja
- Węgry.

Bank Światowy i OECD do Europy Środkowej także zaliczają kraje tworzące Grupę Wyszehradzką, dodając do nich Słowenię ze względu na podobieństwa etniczno-kulturowe i gospodarcze. Lonnie R. Johnson w swoich publikacjach na ten temat pisze, że dwa najbardziej na wschód wysunięte kraje Europy Zachodniej, czyli Niemcy i Austria, nie są krajami stricte środkowoeuropejskimi, a określanie ich w ten sposób prowadzi do rozmycia istoty pojęcia Europa Środkowa.
- Czechy
- Polska
- Słowacja
- Słowenia
- Węgry.

Na konferencji Międzynarodowej Unii Geograficznej w Pradze (1994) do państw środkowoeuropejskich zaliczone zostały kraje Grupy Wyszehradzkiej i część krajów alpejskich:
- Austria
- Czechy
- Liechtenstein
- Niemcy
- Polska
- Słowacja
- Słowenia
- Szwajcaria
- Węgry.

Nieco inaczej określono obszar regionu w unijnym programie Europa Środkowa. Program ten obejmuje następujące kraje:
- Austrię
- Czechy
- wschodnią i południową część Niemiec
- Polskę
- Słowację
- Słowenię
- zachodnią część Ukrainy (Wołyń, region Lwowa i Stanisławowa, Bukowinę i Ruś Zakarpacką)
- Węgry
- północną część Włoch.

W porównaniu z definicją Międzynarodowej Unii Geograficznej z unijnego programu wyłączona jest północno-zachodnia część Niemiec, Szwajcaria i Liechtenstein, natomiast włączono rejony Ukrainy i Włoch, w znacznej części historycznie powiązane z monarchią habsburską.

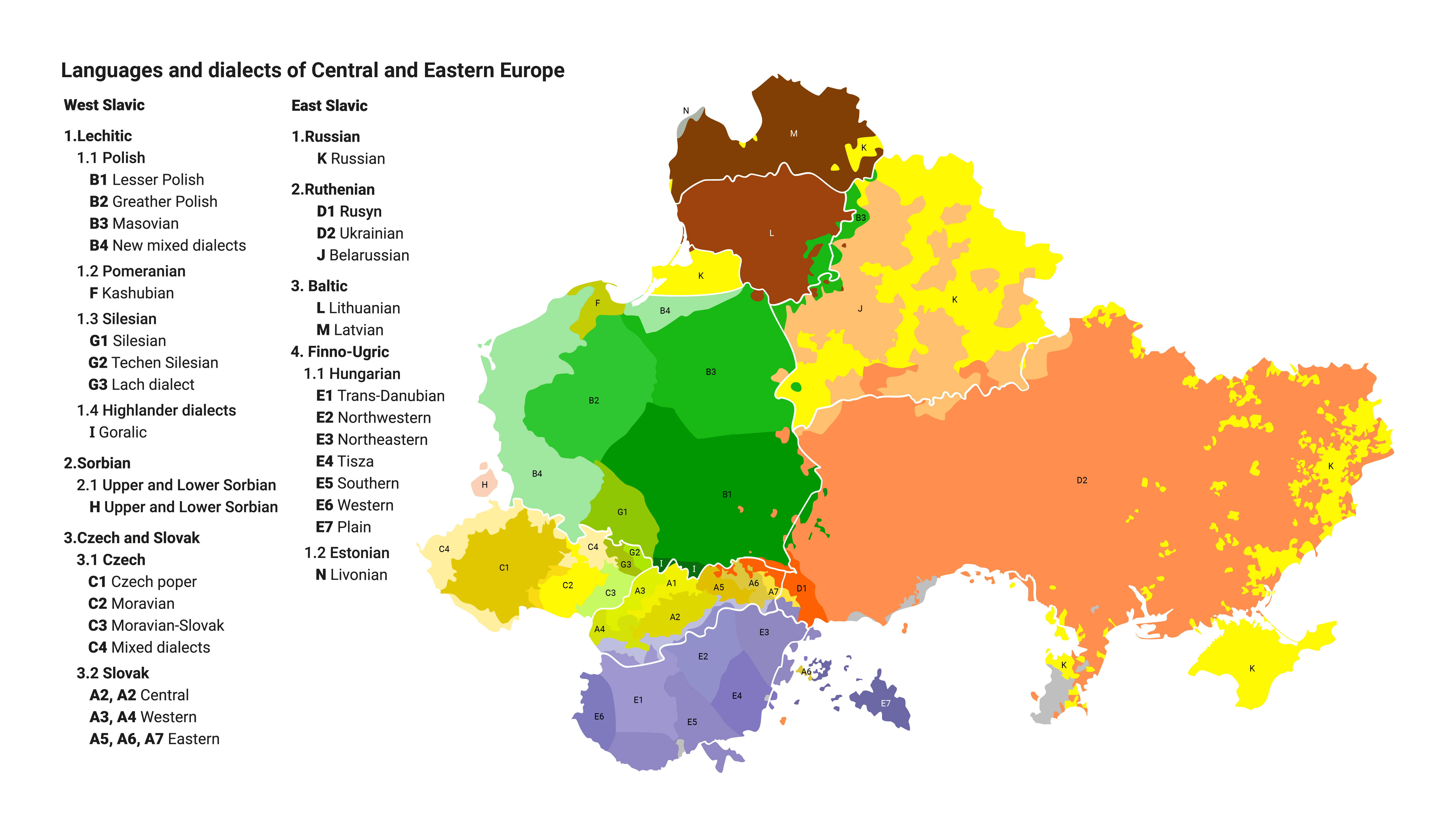
Języki Europy środkowej

Region objęty unijnym programem Europa Środkowa zajmuje powierzchnię ponad 1 mln km² z liczbą ludności wynoszącą około 148 mln. Jest to obszar wspólnej historii i kultury, które odróżniają go od sąsiednich regionów. Na wschód i południowy wschód od Europy Środkowej położone są terytoria opanowane przez długi okres przez imperium osmańskie lub rosyjskie, z silnym wpływem kultury helleńskiej (np. mająca swe źródła w alfabecie greckim cyrylica). Są to obszary, na których dominuje prawosławie, kościół unicki oraz islam, natomiast Europa Środkowa pozostaje regionem zdominowanym przez katolicyzm. Starożytne cesarstwo rzymskie nie sięgało do tej części kontynentu i dopiero od X wieku Europa Środkowa znalazła się w zasięgu cywilizacji zachodniej.

## KoncepcjaMitteleuropy
W XIX wieku postulowano utworzenie zdominowanej przez Niemcy federacji krajów środkowoeuropejskich, mającej stanowić kontynuację Świętego Cesarstwa Rzymskiego. Uznawano, że narody sąsiadujące z Niemcami skorzystałyby na realizacji tego projektu. Ideę tę propagowali m.in. Konstantin Frantz oraz Friedrich Naumann, który używał wobec tego hipotetycznego bytu określenia Mitteleuropa (niem. Europa Środkowa).

## Europa Środkowa pod względem kulturowym

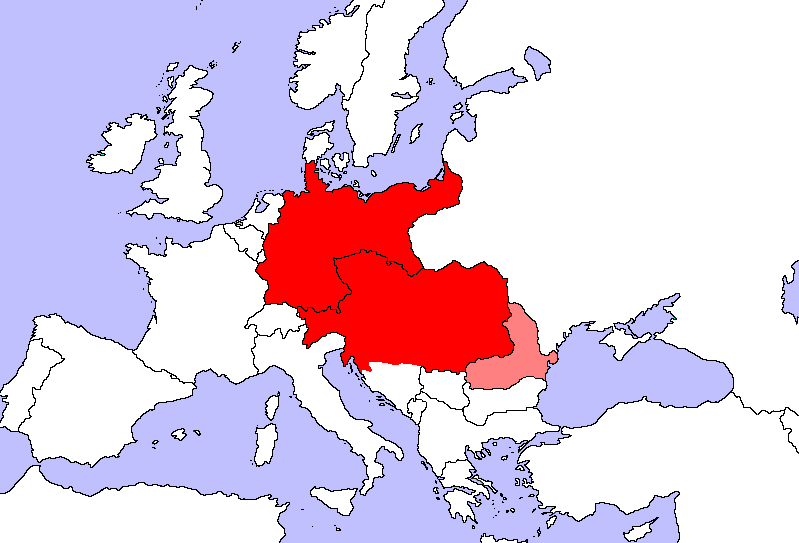
Europa Środkowa w 1902 roku

Europa Środkowa w 1927 roku

Grupa ekspertów Organizacji Narodów Zjednoczonych w 2006 roku zaproponowała następujące kulturowe kryteria wyróżnienia regionu „Europa Środkowa”:
- synchroniczna lub diachroniczna obecność katolicyzmu i protestantyzmu, podczas gdy prawosławie i islam odgrywają jedynie marginalną rolę;
- zasięg regionu wyznacza kultura niemiecka i żydowska, współwystępująca z warstwami kulturowymi słowiańskimi, węgierskimi i romańskimi (występującymi również poza Europą Środkową);
- stosunkowo wczesny rozwój miast i mieszczaństwa w porównaniu z Europą Wschodnią i Europą Południowo-Wschodnią;
- wczesne pojawienie się niezależnej ludności wiejskiej;
- tradycje lokalnej i regionalnej samorządności;
- kulturowe i etniczne zróżnicowanie;
- polityczna i gospodarcza orientacja na kontynent (nie na obszary zamorskie);
- uprzemysłowienie późniejsze niż w Europie Zachodniej, ale znacznie wcześniejsze niż w Europie Wschodniej i Południowo-Wschodniej.

Pod innym kątem, choć odwołując się do niektórych z tych kryteriów, patrzył na Europę Środkową Csaba Kiss: Gdzież jest więc ten obszar? Według jednej z możliwych definicji jest nim ta strefa naszego kontynentu, w której w podobny sposób odbywało się powstawanie narodów, ów ważny składnik procesu modernizacji. Na początku tego procesu nie było niepodległej państwowości [...] Obszar ten był zamieszkany przez ludność o skomplikowanej strukturze narodowościowej, gdzie zazwyczaj współistniały różne wyznania religijne i, co za tym idzie, różniące się od siebie tradycje cywilizacyjne. Gdzie idea nowoczesnego narodu zawitała z zewnątrz, była niejako towarem importowanym z Zachodu. Mówiąc krótko: na wschód od niemieckiego i na zachód od rosyjskiego obszaru językowego. Zalicza się do niego nie tylko dawna Monarchia Austro-Węgierska, ale zarówno pozostające poza nią tereny polskie, jak i Bałkany. Milan Kundera napisał w 1983 roku esej „Zachód porwany albo tragedia Europy Środkowej”, w którym stwierdził: Europa środkowa nie jest państwem, lecz kulturą, losem; owym wspólnym losem było przymusowe wcielenie do bloku wschodniego. Z kolei w 2000 Jurij Andruchowycz scharakteryzował przeznaczenie Europy Środkowej jako bycie pomiędzy Rosjanami a Niemcami.
Kultura środkowoeuropejska wykracza poza dzisiejsze granice krajów uznawanych za przynależące do Europy Środkowej i obejmuje obszary historycznie należące do Świętego Cesarstwa Rzymskiego, Królestwa Węgier, monarchii habsburskiej czy Rzeczypospolitej Obojga Narodów. Należą do nich następujące regiony:
- Białoruś (zachodnie krańce)
- Bośnia i Hercegowina (część północna koło Wojwodiny)
- Chorwacja (często wyłącza się Dalmację)
- Rumunia (Transylwania, Banat, Bukowina)
- Serbia (Wojwodina, Belgrad)
- Ukraina (Zakarpacie, Galicja, Wołyń, Podole)

Wielu środkowoeuropejskich intelektualistów niechętnie odnosi się do pojęcia „Europa Środkowa” jako podważającego przynależność ich krajów do Europy jako takiej oraz do cywilizacji zachodniej; przykładowo – jak podaje Timothy Garton Ash – Adam Michnik w żadnej swojej publikacji nie użył tego sformułowania i pod tym względem jest w swym kraju dość typowy.

## Największe miasta Europy Środkowej
| Nr. | Miasto              | Liczba ludności | Gęstość zaludnienia (os./km) | Państwo |
| --- | ------------------- | --------------- | ---------------------------- | ------- |
| 1.  | Berlin              | 3 821 881       | 4285                         | Niemcy  |
| 2.  | Wiedeń              | 1 911 191       | 4607                         | Austria |
| 3.  | Warszawa            | 1 863 056       | 3602                         | Polska  |
| 4.  | Hamburg             | 1 852 478       | 2452                         | Niemcy  |
| 5.  | Budapeszt           | 1 723 836       | 3347                         | Węgry   |
| 6.  | Monachium           | 1 407 708       | 4686                         | Niemcy  |
| 7.  | Praga               | 1 275 406       | 2600                         | Czechy  |
| 8.  | Kolonia             | 1 073 096       | 2528                         | Niemcy  |
| 9.  | Kraków              | 802 800         | 2456                         | Polska  |
| 10. | Frankfurt nad Menem | 764 104         | 3100                         | Niemcy  |
| 11. | Wrocław             | 674 312         | 2303                         | Polska  |
| 12. | Łódź                | 664 860         | 2267                         | Polska  |
| 13. | Stuttgart           | 630 305         | 3000                         | Niemcy  |
| 14. | Düsseldorf          | 619 477         | 2800                         | Niemcy  |
| 15. | Lipsk               | 615 081         | 2000                         | Niemcy  |